# Observatório Europeu do Audiovisual

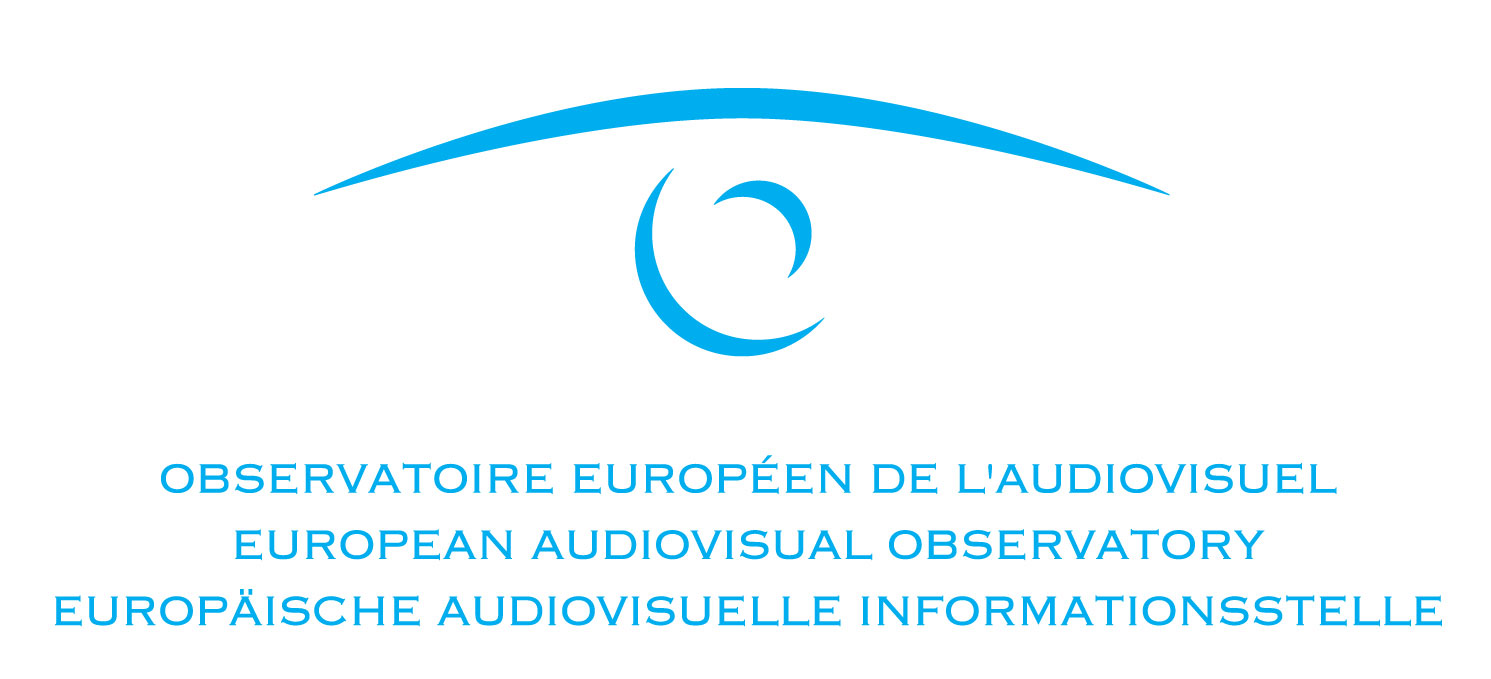
Logotipo do Observatório Europeu do Audiovisual

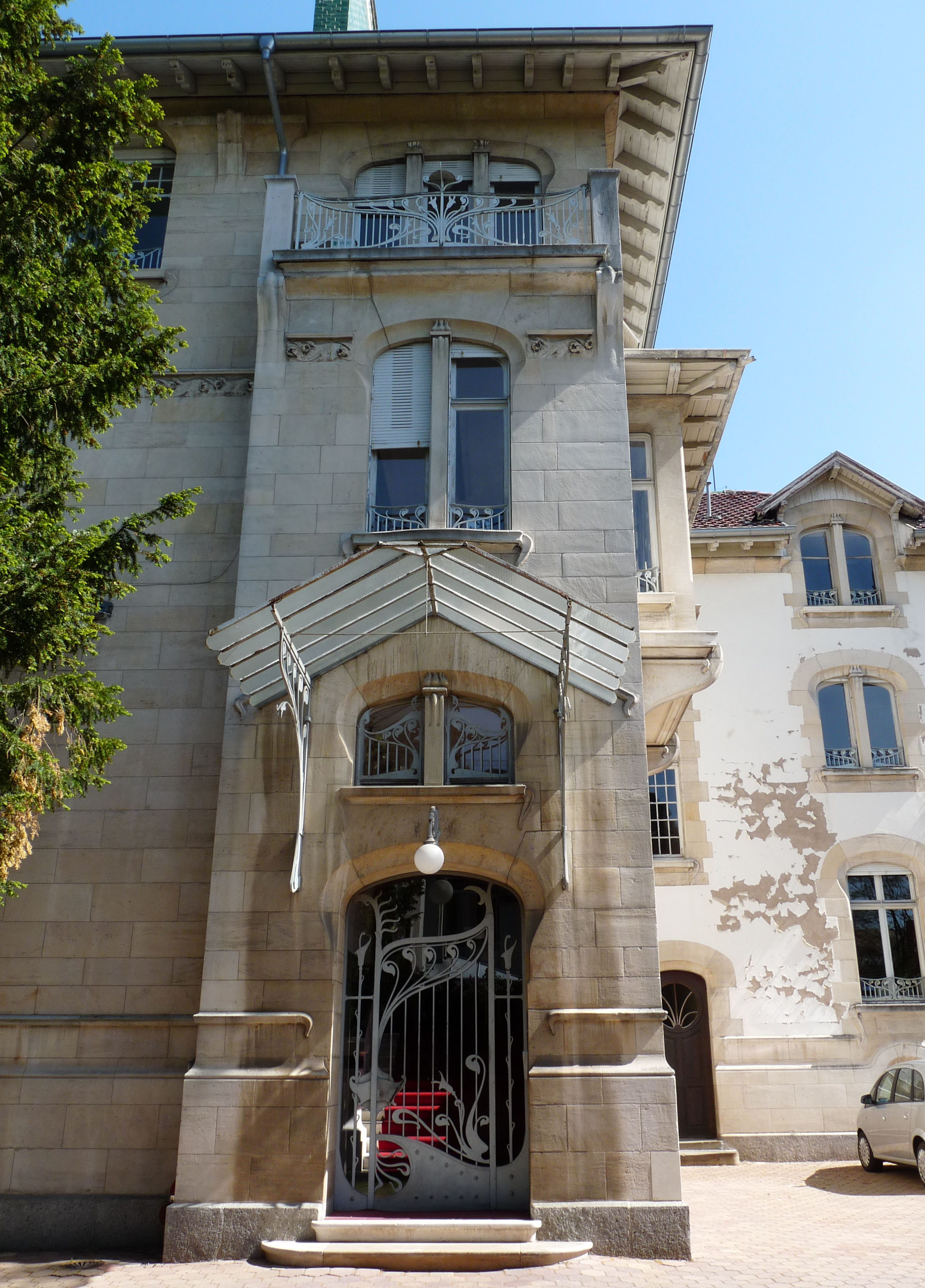
Entrada do Observatório Europeu do Audiovisual, em Estrasburgo.

Observatório Europeu do Audiovisual (OEA) é um centro exclusivo de recolha e divulgação de informação sobre a indústria audiovisual na Europa. Foi instituído em 1992 e faz parte do Conselho da Europa, cuja sede é em Estrasburgo, França.
O orçamento do Observatório é financiado principalmente pelas contribuições diretas dos Estados-membros e da União Europeia, representada pela Comissão Europeia. Uma parte do seu orçamento vem da venda dos seus produtos e serviços.

## Estrutura
- Conselho Executivo

O Observatório Europeu do Audiovisual tem 40 Estados-membros. A União Europeia, representada pela Comissão Europeia, é também membro. Os membros do Observatório estão representados no seio do seu Conselho Executivo, que se reúne duas vezes por ano para adotar o plano de ação e aprovar o orçamento do Observatório. Os representantes do Conselho Executivo geralmente provêm de ministérios e instituições nacionais que operam no domínio da política cultural e audiovisual.
- Membros do OEA[3]

Albânia, Arménia, Alemanha, Áustria, Bósnia e Herzegovina, Bélgica, Bulgária, Chipre, Croácia, Dinamarca, Eslováquia, Eslovénia, Estónia, Espanha, Finlândia, França, Grécia, Hungria, Irlanda, Islândia, Itália, Letónia, Liechtenstein, Lituânia, Luxemburgo, Macedónia, Malta, Marrocos, Montenegro, Noruega, Países Baixos, Polónia, Portugal, República Checa, Roménia, Reino Unido, Rússia, Suécia, Suíça, Turquia e União Europeia.
- Comité Consultivo

O Comité Consultivo do Observatório é composto por representantes das principais organizações profissionais europeias, bem como de organizações parceiras do Observatório. O Comité reúne-se regularmente de modo a informar o Observatório das necessidades dos profissionais do setor audiovisual em matéria de informação.
- Observadores[3]

Três organizações têm estatuto de observadores: o Centro Nacional do Cinema e da Imagem em Movimento (CNC), a Direção Geral dos Meios de Comunicação Social e das Indústrias Culturais (dependente do primeiro-ministro francês) e a Divisão dos Meios de Comunicação Social do Conselho da Europa.